# Enchisthenes hartii
Enchisthenes hartii је врста слепог миша из породице Phyllostomidae.

## Распрострањење
Ареал врсте Enchisthenes hartii обухвата већи број држава. Врста има станиште у Колумбији, Боливији, Мексику, Венецуели, Сједињеним Америчким Државама, Перуу, Еквадору, Панами, Гватемали, Хондурасу, Салвадору, Костарици и Никарагви.

## Станиште
Станиште врсте су шуме.

## Угроженост
Ова врста је наведена као последња брига, јер има широко распрострањење и честа је врста.